# زمرد کبود
برای فیلمی به این نام به زمرد کبود (فیلم) نگاه کنید.
زمرد کبود یا آکوامارین (به انگلیسی: Aquamarine) با فرمول شیمیایی Be3Al2(SiO3)6 از مجموعه کانی‌ها است.
زمرد کبود یک بریل (ترکیب سیلیکات بریلیوم و آلومینیوم) و از خانواده زمرد است. زمرد کبود رنگ خود را از آهن می‌گیرد. بسیاری از آکواها (aqua)، به رنگ آبی مایل به سبز اند، هر چند که آبی‌های خالص، رنگ ایده‌آل زمرد کبود محسوب می‌شود. سختی زمرد کبود ۷٫۵ است که سبب مناسب بودن و داشتن دوام برای جواهرسازی است.
رنگ آن آبی خالص و روشن است. این سنگ هیچ رنگ ثانویه خاکستری یا سبزی در خود نداشته و کاملاً خالص است. این ثانویه‌های منفی، به‌طور کلی دلیل اصلی برای گرمادهی مواد هستند؛ بنابراین مطلقاً هیچ دلیلی برای گرمادهی این سنگ‌ها وجود ندارد. این امر یک نکته مثبت برای کلکسیونرهای سنگ است.

## ویژگی‌ها
در هیدروفلوئوریک اسید محلول است. BeO:13.96% و Al2O3:18.97% و SiO2:۶۷٫۰۷٪ و ادخال هایOH,Cs,Li,Na ,Mg,Mn,Fe,Ca,Cr - با ادخال‌های Cr2O3. برای اولین بار در برزیل کشف شد و از نظر شکل بلور: منشوری - به ندرت قرصی شکل، رنگ: قرمز تیره - آبی، شفافیت: شفاف - نیمه کدر، شکستگی: صدفی - نامنظم، جلا: شیشه‌ای - صدفی، رخ: ناقص - مطابق با سطح، سیستم تبلور: هگزاگونال و در رده‌بندی سیلیکات است همچنین خاصیت مغناطیسی ندارد و منشأ تشکیل آن پگماتیتی - هیدروترمال - پنوماتولیتی - دگرگونی است.
همایند کانی‌شناسی (پاراژنز) آن سختی - چگالی - اشعه X - خواص نوری - واکنش‌های شیمیایی آپاتیت - تورمالین - توپاز- اورتوز- کوارتز- تورمالین- توپاز- کاسیتریت است
، از نظر ژیزمان بلوری - آگرگات دانه‌ای - فشرده - شعاعی فراوان است و بیشتر در ایرلند شمالی، ایتالیا، روسیه، نامبیا، برزیل، ماداگاسکار، زیمبابوه، تانزانیا، کنیا، سری لانکا، هند، بیرمانی و آمریکا یافت می‌شود.